# Impostos visigots
Els impostos visigots foren les càrregues fiscals a les que estaven sotmesos els visigots i els romans dins el Regne de Toledo.
Els principals impostos que regien durant la dominació visigoda eren l'impost de duanes i el de comerç.
Durant el Baix Imperi existia una tresoreria encarregada dels pagaments a l'exèrcit, anomenada Sagrada Llargada (Sacrarum Largitionum), que va desaparèixer amb els visigots, encara que es van mantenir dos dels impostos que abans recaptava (els citats drets duaners i els impostos als comerciants). Les altres dues tresoreries romanes (la del Prefecte del Pretori i la de la Res privata) van persistir i potser, en el seu màxim rang, es van unificar sota la direcció del comte del Patrimoni (Comes Patrimonii) successor del funcionari imperial que portava el titulo de comes res privata, càrrec que probablement va estar en mans de romans (l'únic conegut té un nom romà, Escipió, i va exercir el seu càrrec cap al 592).
Semblen haver desaparegut dos impostos importants de l'Imperi: el aurum coronarium i el aurum tironicum (or de les corones i or del reclutament, exigits anteriorment pel govern imperial el primer en substitució de les corones ofertes a l'Emperador al seu accés al tron i al mateix o altres càrrecs per fets notables; i el segon per evitar el reclutament de ciutadans).
No podien eludir-se els impostos mitjançant vendes o donacions o herències, car el nou propietari havia d'assumir els impostos pendents juntament als quals es meritaven des de l'adquisició. Els traspassos destinats secretament a perjudicar al Tresor estaven severament sancionats. Els que es negaven a pagar l'impost territorial veien la seva terra venuda per l'Exactor. Fins i tot una autorització real per no pagar impost mancava d'eficàcia, en ser contrària a la Llei.

## L'impost de duanes
L'Impost de drets duaners es recaptava a les fronteres i ports.

## L'impost de comerç
L'impost de comerç era exigible als comerciants, fins i tot del clero (doncs alguns clergues, malgrat estar legalment prohibit, es dedicaven al comerç) i soldats, que abans van estar exempts.

## Altres impostos
Hi havia altres impostos (que afectaven tant a les terres reals com a propietats particulars): l'impost sobre la terra llaurable, l'impost sobre les vinyes i sobre les cases i l'impost personal sobre els esclaus (homes o femelles). Aquests impostos s'exigien gairebé a la mateixa forma que durant l'Imperi.

## Els recaptadors d'impostos
Els impostos eren arrendats o recaptats per funcionaris de divers rang, segons el tipus d'impost que es tractava, encara que la majoria de recaptadors eren funcionaris de caràcter local.

### Arrendament de la recaptació d'impostos
L'impost de duanes era recaptat per arrendataris, que rebien l'arrendament per un termini de tres anys. Els arrendataris de la recaptació d'aquest impost no podien recaptar més d'allò establert, sota pena de mort.

### Els Telonaris
Les disputes entre estrangers (en els ports) eren jutjades pels Telonarii que se suposen funcionaris encarregats pels mateixos comerciants per recaptar en els llocs i lliurar-los als arrendataris de la recaptació.

### Els numeraris
Altres recaptadors d'impostos eren els numerarii, encarregats de recaptar per al govern central, els quals eren nomenats per un funcionari palatí anomenat Comes patrimonii. Els numerarii recaptaven els impostos a les res dominica (terres del rei) que s'incrementaven periòdicament amb llegats i confiscacions. Els ingressos de les terres reals es destinaven al manteniment de la casa real.

### Els Exactors
La tasca de la recaptació dels impostos fora de les terres reals corresponia als curials de cada localitat, sota la direcció d'un funcionari anomenat exactor elegit anualment per la cúria entre els seus membres (se sap que en algunes ciutats el càrrec tenia una durada de dos anys, sense que aquest límit pogués ser superat, havent de vigilar la limitació temporal el Iudex provincial). L'exactor acceptava el càrrec davant els curials i el poble, registrant-se en acta i notificant-se seguidament al Iudex. Aquells que estaven registrats com electors eren responsables de rescabalar, en el seu cas, les defraudacions que cometés l'exactor. A vegades els exactors exigien el pagament d'un impost ja satisfet, embolsándose el segon pagament.

### Els Tabularis i Susceptors
Dels Exactors depenien uns funcionaris de confiança anomenats Tabularius, homes lliures (encara que segurament de baixa extracció social, car el càrrec estava prohibit a colons i esclaus, el que fa suposar que algun d'aquests podia col·locar-se com Tabulari sense que fora exteriorment perceptible) encarregats de sol·licitar el pagament de l'impost; i altres funcionaris designats per les Cúries, anomenats Susceptores, encarregats de la tasca d'acudir a les propietats per percebre la recaptació.

### Els Compulsors, els Discusors i els Retentadors
La recaptació d'impostos estava complementada i supervisada per funcionaris del govern central: els Compulsores, encarregats de recaptar els endarreriments; i els Discussores, que controlaven el bon funcionament de la maquinària recaptatòria. Si el rei perdonava un impost determinat del qual ja s'hagués pagat una part (el rei no podia alliberar a ningú de pagar impostos en general), la qual cosa havia d'ocórrer amb certa freqüència (segurament quan els subjectes de l'impostos reclamaven la quantia o la seva situació feia desaconsellable la seva percepció), existien uns funcionaris anomenats Retentatores que rebien la part pagada del funcionari que l'havia recaptat i la ingressaven en el tresor, condonant la resta de l'impost.

## Els deutes impositius
Les vendes, donacions o herències per evitar impostos no podien utilitzar-se doncs el nou propietari estava obligat a assumir els deutes tributaris, i no era admissible enfront de la Llei un pacte contrari. Tot traspàs destinat a perjudicar al Tresor estava severament penat. La negativa reiterada a pagar l'impost comportava la venda de les terres per l'exactor. Fins i tot l'autorització real per no pagar l'impost no tenia validesa.
Les vendes de les propietats dels defraudadors o morosos es feien molt ràpid i a baix preu, amb pocs beneficis per al Tresor; el deutor ho perdia tot. Es creu que els exactors estaven d'acord amb els compradors, els qui lliuraven a l'exactor una compensació (probablement una part de la diferència entre el preu de compra i el valor autèntic).

## Irregularitats en la recaptació
El procediment irregular que hem vist anteriorment per al cas de vendes de béns de deutors o defraudadors, no era l'únic. Sens dubte devien produir-se diverses pràctiques corruptes.
Sabem que els recaptadors i altres funcionaris tenien prohibit posar obstacles als esclaus pagesos d'altres i als bous amb arades dels grangers, per a la realització de treballs pels quals se satisfeia un impost.
El governador provincial (i també les Cúries) estaven obligats a investigar qualsevol denúncia sobre actuacions incorrectes dels exactores, i si no realitzaven la investigació podien ser multats amb dos mil cent seixanta sous. L'Exactor considerat culpable de diversos abusos podia ser condemnat a pena de mort i restitució de quatre vegades lo robat.
El Iudex o governador provincial estava obligat a recórrer la província per escoltar les queixes dels grans i petits terratinents sobre la recaptació dels impostos.